# Camino de Santa Fe (película)
Camino de Santa Fe (Santa Fe Trail) es una película estadounidense de 1940 dirigida por Michael Curtiz, con  Errol Flynn, Olivia de Havilland, Raymond Massey y Ronald Reagan como actores principales.

## Sinopsis
Recién graduados de la academia militar de West Point, en 1854, los jóvenes Jeb Stuart y George Custer son destinados al puesto más peligroso del ejército: la segunda unidad de caballería. Además, como castigo por haber participado en una pelea, serán obligados a permanecer en el Fuerte Leavenworth, en Kansas, donde tendrán que vérselas con John Brown, un abolicionista que utiliza métodos expeditivos para conseguir la liberación de los negros sureños.
La acción de película transcurre antes de que empiece la guerra civil norte-sur de los Estados Unidos. En aquel entonces West Point estaba dirigida por el general Lee, quien posteriormente fue general de los Estados Confederados y un  hábil estratega militar. Del lado de los estados norteños estaba Lincoln como Presidente y entre sus generales destacó Grant, quien años después sería Presidente de la Unión. En la película se menciona de pasada a los generales norteños Sherman y Sheridan, y lo más notable del guion es que hace realidad el vaticinio de una "india" norteamericana que profetiza la guerra el estallido de la guerra civil, que se libró entre 1861 y 1865. La película se rodó en 1940, antes de que Estados Unidos participara en la Segunda Guerra Mundial.

## Reparto

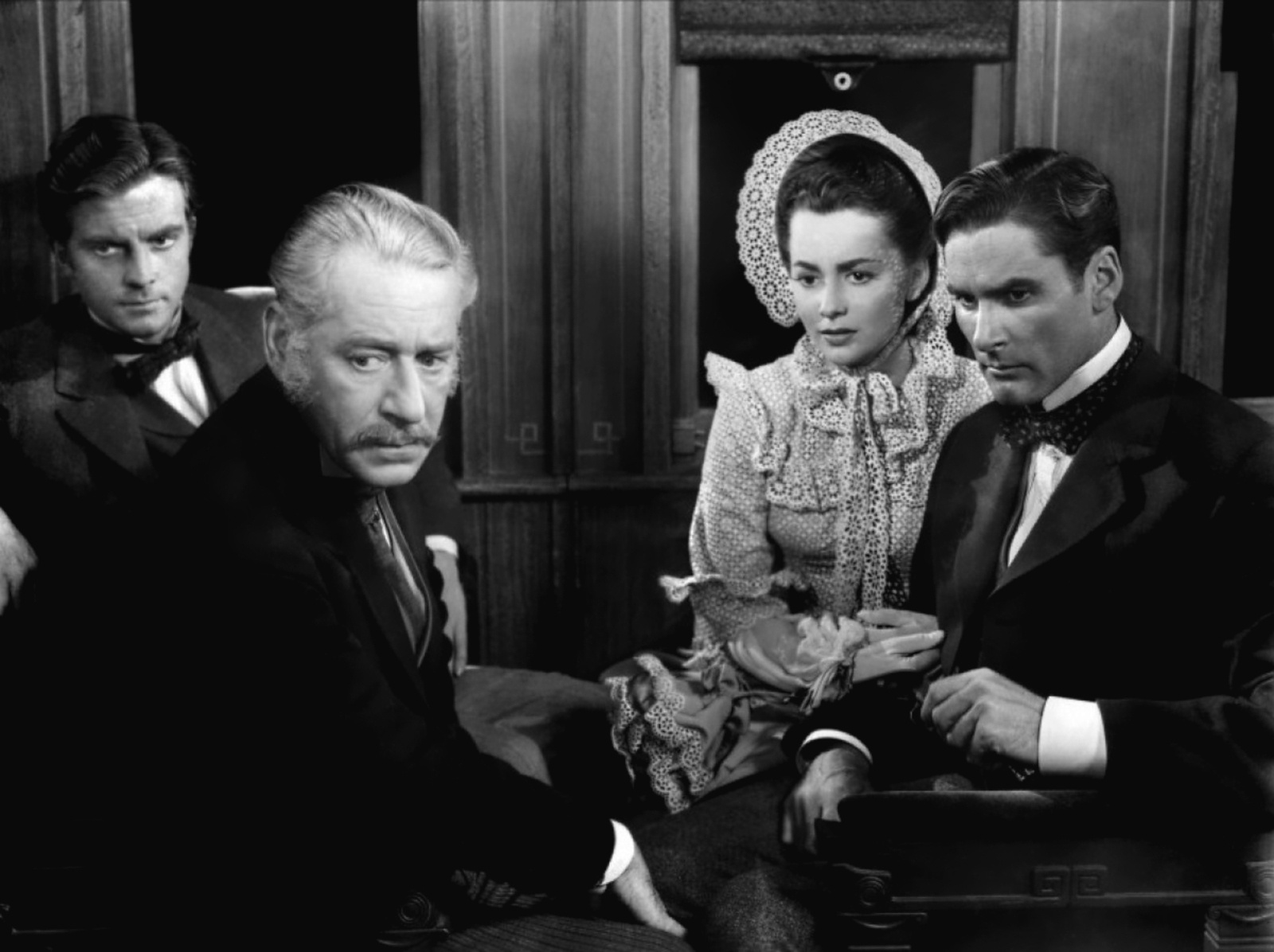
Fotograma de la película: William Lundigan, Henry O'Neill, Olivia de Havilland y Errol Flynn.

| Actor                    | Personaje             |
| ------------------------ | --------------------- |
| Errol Flynn              | Jeb Stuart            |
| Olivia de Havilland      | "Kit Carson" Holliday |
| Raymond Massey           | John Brown            |
| Ronald Reagan            | George Custer         |
| Alan Hale, Sr.           | Tex Bell              |
| William Lundigan         | Bob Holliday          |
| Van Heflin               | Rader                 |
| Gene Reynolds            | Jason Brown           |
| Henry O'Neill            | Cyrus Holliday        |
| Guinn "Big Boy" Williams | Windy Brody           |
| Alan Baxter              | Oliver Brown          |
| John Litel               | Martin                |
| Moroni Olsen             | Robert E. Lee         |
| David Bruce              | Phil Sheridan         |
| Hobart Cavanaugh         | El barbero Doyle      |
| Charles D. Brown         | Mayor Sumner          |
| Joe Sawyer               | Kitzmiller            |
| Frank Wilcox             | James Longstreet      |
| Ward Bond                | Townley               |
| Russell Simpson          | Shubel Morgan         |
| Charles Middleton        | Gentry                |
| Erville Alderson         | Jefferson Davis       |
| Spencer Charters         | Conductor             |
| Suzanne Carnahan         | Charlotte             |
| William Marshall         | George Pickett        |
| George Haywood           | John Hood             |